# آيمي بولر
آيمي ميريدث بولر (بالإنجليزية: Amy Poehler)‏ مواليد (16 سبتمبر، 1971) هي كاتبة وممثلة وكوميدية ومؤدية أصوات أمريكية. من مدينة نيوتن, ماساتشوستس. انتقلت بولر إلى نيويورك في التسعينات، ووانضمت إلى مجموعة «لواء المواطنين المستقيمين» الكوميدية في 1996 التي أصبح لها برنامج مدته نصف ساعة عرض على كوميدي سنترال في 1998. انضمت بولر لطاقم ساترداي نايت لايف في 2001 واصبحت مقدمة فقرة اخبار نهاية الاسبوع مع زميلتها تينا فاي في 2004, واشتهرت ايضاً بتأديتها صوت شخصية بيسي بمسلسل الرسوم المتحركة سوبر بي على قناة نكلوديون ودورها بدبلجة الفيلم الياباني آريتي المقترضة. منذ 2009 إلى 2015 ظهرت بدور ليزلي نوب بمسلسل الحدائق و المنتجعات الحائز على عدة جوائز.

## نشأتها
ولدت بولر بمدينة نيوتن بولاية ماساتشوستس، امها إيلين فرانسيس مدرسة من اصول إيرلندية وابوها ويليام غرنغستيد من اصول إنجليزية، ألمانية، إيرلندية وبرتغالية. ارتادت مدرسة بيرلنغتون الثانوية وتخرجت عام 1989. درست في جامعة بوسطن وتخرجت عام 1993 بشهادة بكالوريوس بالإعلام والاتصالات.

## المسيرة الفنية

### ساترداي نايت لايف
انضمت بولر لطاقم ساترداي نايت لايف خلال موسم 2001-2002 ظهورها كان في أول حلقة تنتج بعد احداث 9/11 مقدمة الحلقة ريس ويذرسبون والضيف الموسيقي أليشيا كيز كما ظهر بالحلقة حاكم نيويورك رودي جولياني. في بداية موسم 2004-2005 شاركت بولر تقديم فقرة اخبار نهاية الاسبوع مع تينا فاي بعد ان ترك الممثل جيمي فالون البرنامج.

#### ابرز الشخصيات التي قلدتها
- هيلاري كلينتون
- داكوتا فانينغ
- آفريل لافين
- مايكل جاكسون
- كاتي كوريك
- شارون أوزبورن
- باولا عبدول
- كيلي ريبا
- بريتني سبيرز
- كيم جونغ إل
- كاثرين زيتا جونز
- جوليا روبرتس
- شارون ستون
- كيتي هولمز
- دوللي بارتون
- مادونا (مغنية)
- آنا نيكول سميث
- باميلا أندرسون

### الحدائق والمنتجعات

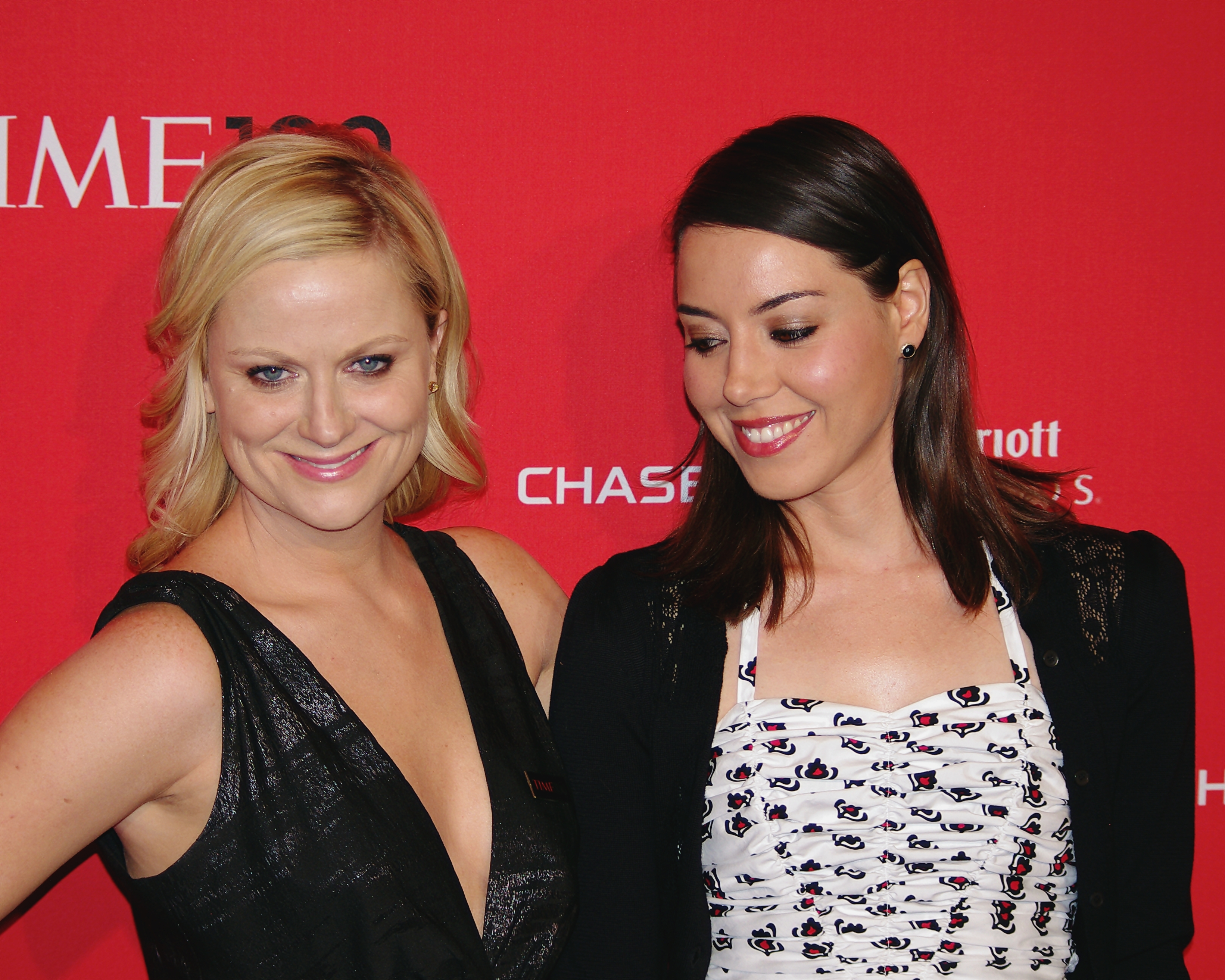
آيمي بولر و أوبري بلازا

في أبريل 2009 ظهرت بولر ببطولة مسلسل الحدائق والمنتجعات على قناة أن بي سي مع عزيز أنصاري، رشيدة جونز، كريس برات، أوبري بلازا، بول شنايدر، نيك أوفرمان، ادم سكوت وروب لوو. لعبت بولر دور ليزلي نوب نائبة مدير مديرية حدائق ومنتجعات مدينة باوني. حصلت بولر على عدة جوائز لاداءها بالمسلسل. استمر المسلسل لسبعة مواسم (125) وانتهى في 25 فبراير، 2015.

## حياتها الشخصية
واعدت بولر الممثل الكوميدي مات بيسير في التسعينيات. وتزوجت بالممثل ويل آرنيت في 29 أغسطس، 2003, لبولر وآرنيت ولدان آركي (أكتوبر 2008) وأبيل (أغسطس 2010), في 6 سبتمبر، 2012 أعلن الزوجان عن انفصالهم ورفع آرنيت دعوة طلاق في 2014. في عام 2013 واعدت بولر الممثل نك كرول.